# Площадь Владимира Великого
Пло́щадь Влади́мира Вели́кого (укр. Площа Володимира Великого) — площадь в Саксаганском районе Кривого Рога. Располагается на пересечении улицы Владимира Великого (ул. Мелешкина), также от площади лучами расходятся улицы Качалова, Быкова, Парковой и Севастопольский переулок. В центре площади установлен памятник Владимиру Великому, вокруг которого организовано круговое движение.
Название площади неоднократно менялось. С 1950-х по 2016 год — площадь Артёма (по установленному на ней памятнику). С 2016 года — площадь Александра Поля. Переименована в связи с исполнением закона о декоммунизации. Современное название — площадь Владимира Великого — дано в октябре 2024 года.

## История
В 1930-е южнее Екатериновки началось строительство посёлка имени Артёма. Название было дано по действовавшему руднику имени Артёма. До 1921 года он назывался рудник Галковского, а затем был переименован в память о погибшем революционере, известном под псевдонимом «Артём». 
К 1934 году специалистами Гипрограда был разработан генеральный план Кривого Рога.
После Великой Отечественной войны город начал стремительно перестраиваться. Застройку посёлка имени Артёма начали в середине 1950-х годов. Тогда же вокруг устроенной площади начали возводить здания. В 1955—1956 годах на южной стороне площади был построен дворец культуры имени Артёма. В 1958 году в центре площади был установлен памятник Артёму.
В ноябре 1975 года был образован Саксаганский район.
26 декабря 1986 года в километре восточнее площади была открыта станция скоростного трамвая, получившая название «Площадь Артёма». С 2016 года станция называется «Вечерний бульвар».
В февраля 2015 года памятник Артёму в центре площади был разрушен.
В сентябре 2018 года в центре площади был установлен памятник князю Владимиру.

## Здания и сооружения
- площадь Владимира Великого, 1 — жилой дом
- площадь Владимира Великого, 3 — жилой дом
- улица Быкова, 1 — жилой дом
- ул. Быкова, 2 — дворец культуры «Мыстецький» (укр. Палац культури «Мистецький»), бывший дворец культуры имени Артёма. Типовой проект ДК 1950-х годов архитектурно-проектной мастерской ВЦСПС. Аналогичные здания были построены во многих городах СССР. В частности в Саратове (ДК «Мир»), Мариуполе (ДК Строителей), Рязани (ДК имени Ленина), Калининграде (ДК рыбаков), Владимире (Дом культуры молодёжи)[6].
- Саксаганский парк
- улица Владимира Великого, 10 — жилой дом
- улица Владимира Великого, 9 — жилой дом

## Транспорт
- Автобусы: 8, 228, 228а.
- Троллейбусы: 3, 8, 23.